# Гимн Боливии
Национальный гимн Боливии (исп. Himno Nacional de Bolivia) — государственный гимн Боливии. Текст гимна был создан в 1851 Хосе Игнасио де Санхинесом, одним из авторов Декларации независимости Боливии и Конституции страны. Музыку написал выходец из Италии композитор Леопольдо Бенедетто Винченти. Сам Винченти некоторое время жил в Чили и служил по контракту в местной армии - потому и знал чилийский гимн. Когда он писал гимн Боливии, он вдохновлялся им. Поэтому гимны Чили и Боливии похожи.

## Текст гимна
I

Bolivianos: el hado propicio

coronó nuestros votos y anhelo;

es ya libre, ya libre este suelo,

ya cesó su servil condición.

Al estruendo marcial que ayer fuera

y al clamor de la guerra horroroso

||:siguen hoy, en contraste armonioso,

dulces himnos de paz y de unión.:||

Coro:

De la Patria el alto nombre

en glorioso esplendor conservemos

Y, en sus aras, de nuevo juremos

¡Morir antes que esclavos vivir!

II

Loor eterno a los bravos guerreros

Cuyo heroico valor y firmeza

Conquistaron las glorias que empiezan

Hoy Bolivia feliz a gozar

Que sus nombres el mármol y el bronce

A remotas edades transmitan

||:Y en sonoros cantares repitan:

Libertad! Libertad! Libertad!:||

Coro

III

Aquí alzó la justicia su trono

Que la vil opresión desconoce

Y en su timbre glorioso legose

Libertad, libertad, libertad

Esta tierra inocente y hermosa

Que ha debido a Bolívar su nombre

||:Es la patria feliz donde el hombre

Vive el bien de la dicha y la paz:||

Coro

IV

Si extranjero poder algún día,

Sojuzgar a Bolivia intentare

A destino fatal se prepare

Que amenaza a soberbio invasor

Que los hijos del grande Bolívar

Hayan ya mil y mil veces jurado

||:Morir antes que ver humillado

De la patria el augusto pendón.:||

Coro

## Перевод на русский
I
Боливийцы: успешная судьба

увенчала наши клятвы и желания;

наконец свободна, свободна эта земля,

наконец её рабское состояние прекратилось.

Военное смятение вчерашнего дня

и ужасный шум войны

теперь сменился в гармоничном контрасте

сладкими гимнами мира и единения. (Повтор)

Припев:
Отечества высокое имя

в славном великолепии сохраним.

И на его алтарях снова клянемся

Умереть прежде, чем жить рабами!

II
Вечная хвала храбрым воинам,

Чьи героические доблесть и стойкость

Добыли славы, которыми теперь

Счастливая Боливия наслаждается.

Пусть их имена в мраморе и бронзе

Отправятся в далёкое будущее

И в звучном кличе будут повторять:

Свобода! Свобода! Свобода! (Повтор)

Припев

III
Здесь справедливость воздвигла свой трон,

Которая подлое угнетение игнорирует,

И на её славной печати завещана

Свобода, свобода, свобода.

Эта невинная и прекрасная земля,

Которая обязана своим именем Боливару — 

Это счастливая родина, где человек

Живёт в благах счастья и мира. (Повтор)

Припев

IV
Если чужеземец когда-либо посмеет

Даже попытаться подчинить Боливию,

Пусть готовится к роковой судьбе,

Что грозит гордому агрессору.

Ведь сыны великого Боливара

Поклялись тысячи и тысячи раз

Умереть прежде, чем увидеть униженным

Отчизны августейшее знамя. (Повтор)

Припев

## Внешние ссылки
- Гимн на сайте nationalanthems.info